# Libertà negativa
Nella terminologia politica, la libertà negativa, o libertà "da", o ancora libertà come assenza d'impedimento (o di costrizione), è la libertà di un individuo di agire senza che nessuno intervenga a ostacolarlo, o anche la libertà di rimanere passivo senza che nessuno lo costringa ad agire.
La distinzione teorica, sulle orme di Immanuel Kant, tra libertà "di" (positiva) e libertà "da" (negativa) è stata introdotta dal filosofo liberale Isaiah Berlin (1909-1997), professore di teoria sociale e politica.
«L'essenza della libertà è sempre consistita nella capacità di scegliere come si vuole scegliere e perché così si vuole, senza costrizioni o intimidazioni, senza che un sistema immenso ci inghiotta; e nel diritto di resistere, di essere impopolare, di schierarti per le tue convinzioni per il solo fatto che sono tue. La vera libertà è questa, e senza di essa non c'è mai libertà, di nessun genere, e nemmeno l'illusione di averla»

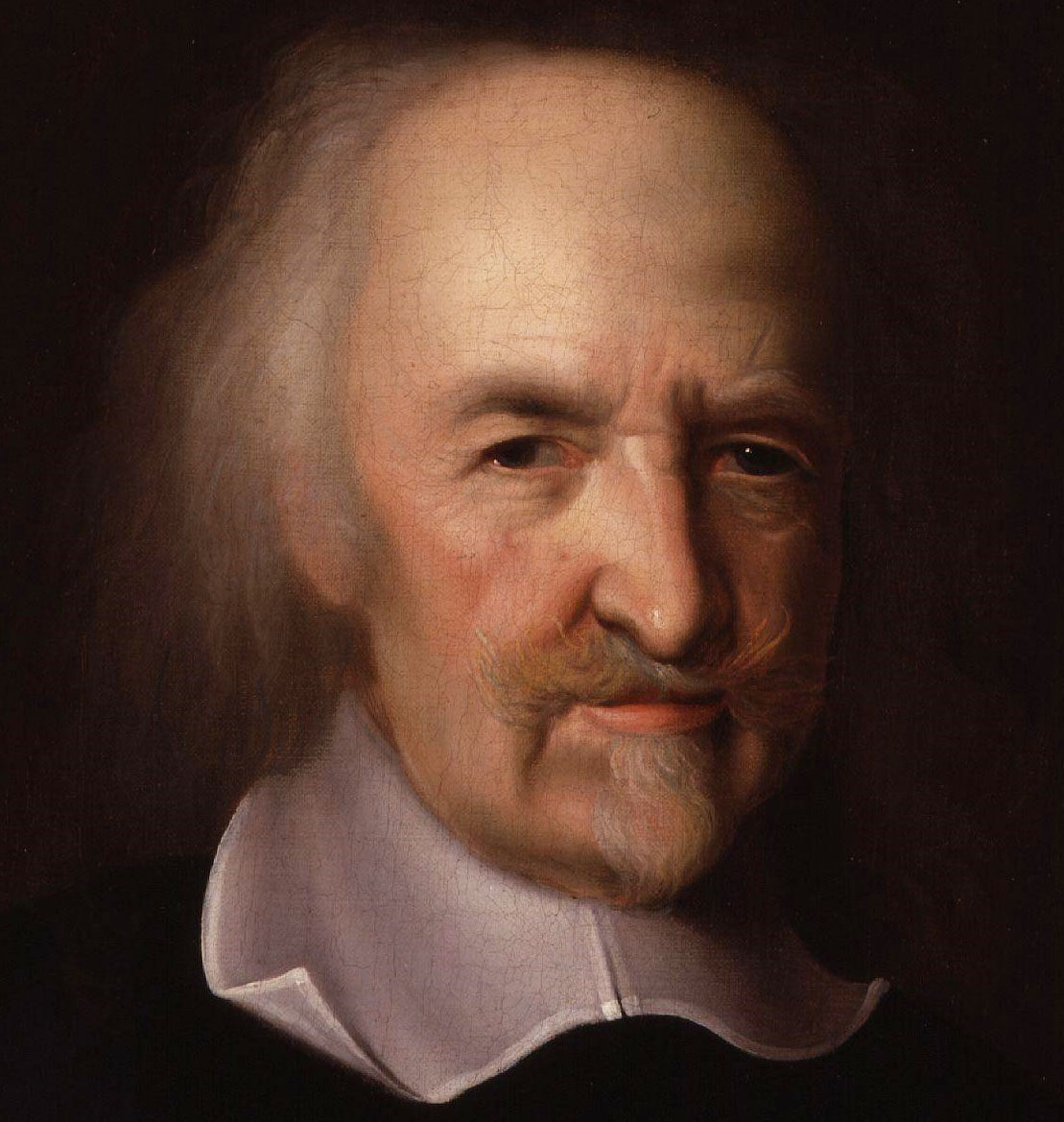
Thomas Hobbes

Thomas Hobbes paragona la libertà negativa alla condizione di un fiume di poter seguire il proprio corso quando non ne è impedito da sbarramenti o dighe.

## La libertà positiva
Nella storia della filosofia la "libertà positiva" invece coinciderebbe teoricamente con il libero arbitrio, inteso come libertà formale astrattamente goduta nel momento di ponderare la scelta, che una volta messa in atto, si trova a esercitare quella reale libertà (negativa) che si oppone e nega concretamente tutto ciò che voglia impedire la sua libera azione.
Nello Stato di diritto o Stato sociale è la libertà di, o libertà positiva quella che regola la società. Il concetto di libertà positiva, ascrivibile a Jean Jacques Rousseau, è quella che valuta la libertà nell'ottica della partecipazione degli individui alla produzione diretta delle leggi che essi stessi quindi coerentemente devono positivamente rispettare:
Sulla stessa linea di pensiero Immanuel Kant per il quale la libertà giuridica è «la facoltà di non obbedire ad altra legge che non sia quella a cui i cittadini hanno dato il loro consenso»
La libertà positiva si attuerebbe secondo Norberto Bobbio solo se «il mio volere è libero non determinato dal volere altrui»

## La libertà e la legge
La presenza della legge o, tanto più, l'assenza, favorisce la libertà negativa di chi, per esempio, può scrivere di qualsiasi argomento poiché manca l'istituzione della censura o di chi può liberamente disobbedire a una legge dello Stato che imponga il servizio militare poiché egli rappresenta l'eccezione a una norma generale come l'esenzione per motivi di coscienza. In ambedue i casi l'elemento determinante è rappresentato dall'assenza ma anche dalla presenza della legge da cui deriva il principio che si è liberi di operare tutto ciò che non è espressamente proibito dalla legge. Si presenta in questo ultimo caso il principio evidenziato da Hobbes della libertas silentium legis (la libertà per il silenzio della legge);
Definizione questa di libertà negativa fatta propria anche da John Locke: «[...] la libertà degli uomini sotto un governo consiste [...] nella libertà di seguire la mia propria volontà in tutto ciò in cui la norma non dà precetti, senza esser soggetto alla volontà incostante, incerta, sconosciuta e arbitraria di un altro».

## Lo Stato liberale

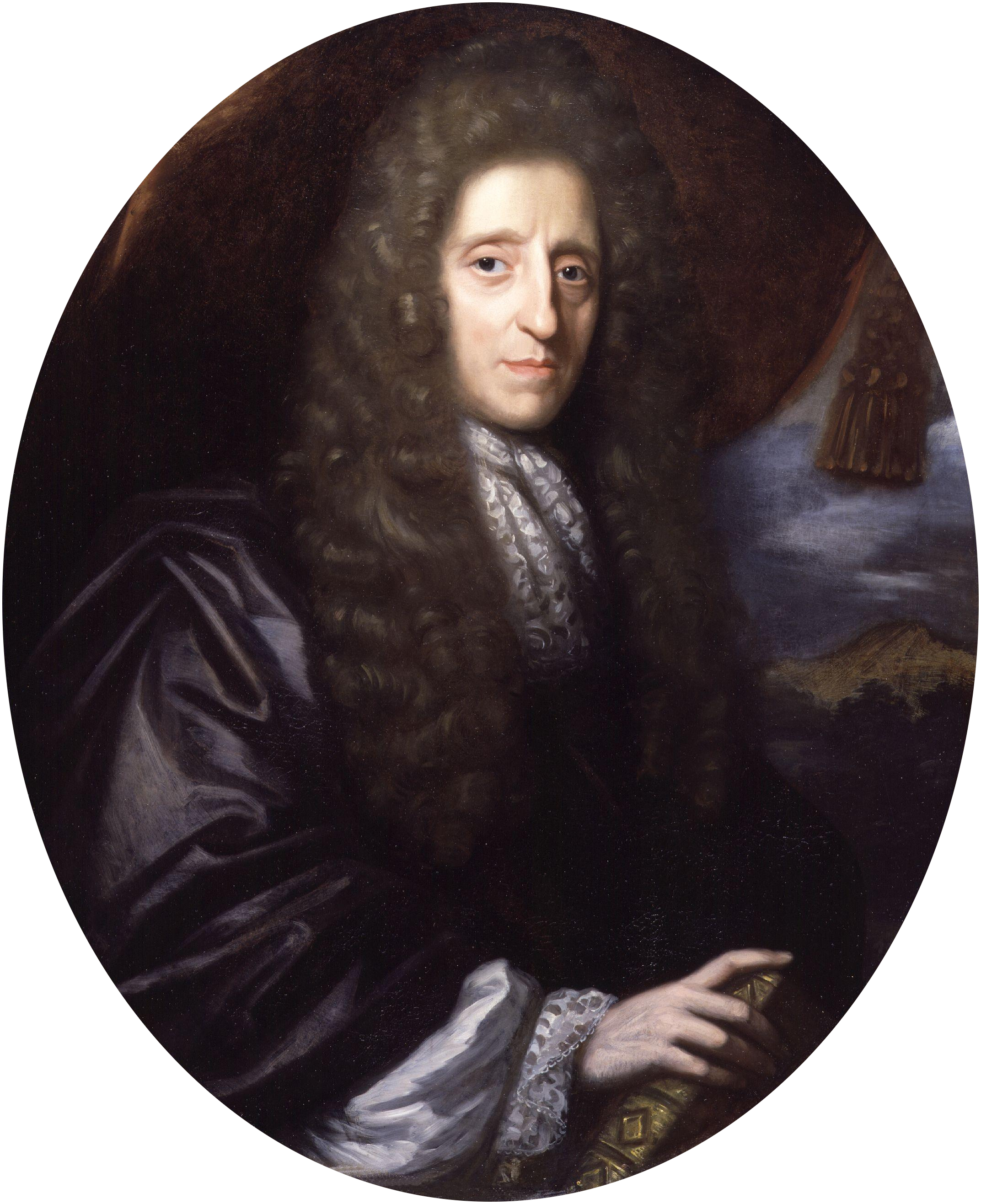
John Locke

La libertà negativa è il fondamento dello Stato liberale che non deve interferire nelle libere iniziative personali dei cittadini che tanto più sono liberi quanto più lo stato non intervenga a moderare o a regolare le loro azioni ed anzi il potere politico deve proteggere con l'iniziativa pubblica la libertà dei singoli che mira anche alla formazione della proprietà privata che è un bene che si estende a tutti i cittadini:
Tutelando la libertà dei singoli lo Stato garantisce lo sviluppo sociale ed economico di un sistema basato sull'utile tale da procurare il miglior vantaggio per tutti.